# Stevns Herred

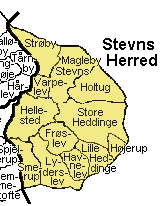
Stevns Herred

Stevns Herred was tussen 1803 en 1970 een herred in het voormalige Præstø Amt in Denemarken. In Kong Valdemars Jordebog komt Stevns voor als Stethyumshæreth. In 1970 werd het gebied deel van de nieuwe provincie Storstrøm.

## Parochies
Naast de stad Store Heddinge omvatte Stevns oorspronkelijk 12 parochies.Store Heddinge Landsogn werd later aan Store Heddinge toegevoegd.
- Frøslev
- Havnelev
- Hellested
- Holthug
- Højerup
- Lille Heddinge
- Lyderslev
- Magleby Stevns
- Smerup
- Store Heddinge
- Strøby
- Varpelev